# Landwehrkanal
Il Landwehrkanal è un canale artificiale navigabile di Berlino. Ha una lunghezza di 10,3 chilometri ed una profondità di circa 2 metri. Lo attraversano 25 ponti. Nel suo percorso dall'est all'ovest attraversa, o lambisce, i quartieri di Treptow, Kreuzberg, Neukölln, Tiergarten e Charlottenburg.
Fu costruito secondo il piano di Peter Joseph Lenné nel 1840 e realizzato dal 1845 al 1850 per evitare al trasporto merci l'attraversamento della città di Berlino, allora chiusa nel suo muro doganale (Akzisemauer).